# Pistolet Colt M1911
Colt M1911 (desygnata wojskowa: Automatic Pistol, Caliber .45, M1911; pot. Colt Government) – amerykański pistolet samopowtarzalny kalibru .45 cala. Wywodzi się z konstrukcji zaprojektowanej przez Johna Browninga w 1900 roku. W 1911 roku Colt M1911 wszedł na wyposażenie armii amerykańskiej, a w 1926 po niewielkich modyfikacjach dokonanych w wyniku doświadczeń I wojny światowej, opracowano wersję M1911A1 (Automatic Pistol, Caliber .45, M1911A1), którą można rozpoznać po podfrezowaniu w okolicy spustu ułatwiającym strzelanie osobom o krótszych palcach, oraz tylnej części chwytu (poniżej bezpiecznika) z frezowanymi podłużnymi nacięciami zmniejszającymi obracanie się broni na boki.

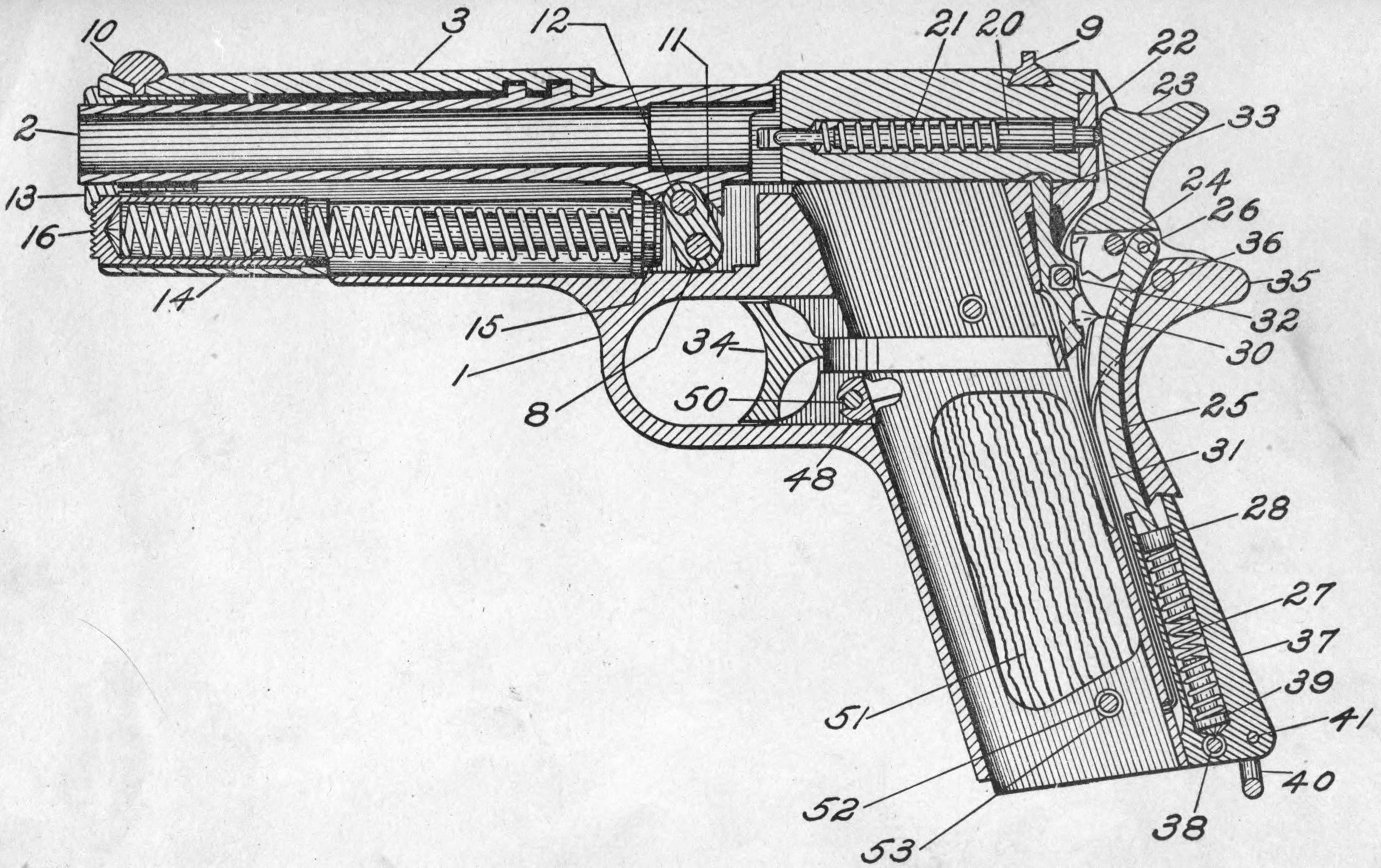
Przekrój pistoletu M1911

Amunicję stanowiły naboje .45 ACP (11,43 mm) (0,45 cala) z pociskiem o masie 15,2 g wystrzeliwanymi z prędkością 250 m/sek. Ze względu na użycie mocnego naboju pistolet ma zamek ryglowany w momencie strzału. Odrzut powoduje cofnięcie się lufy połączonej z zamkiem. Lufa przymocowana jest do szkieletu obrotowym łącznikiem, który ściąga ją do dołu podczas cofania (tzw. przekoszenie lufy), występy na górnej powierzchni lufy wysuwają się z opór ryglowych zamka – następuje jego otwarcie i ruch do tyłu, który wyrzuca pustą łuskę, a wracając do przodu, ładuje kolejny nabój.
Magazynek jednorzędowy z siedmioma nabojami  umieszczony jest w rękojeści. Zabezpieczenie pistoletu stanowią: ręczny bezpiecznik skrzydełkowy, zewnętrzny kurek ustawiany w położenie zabezpieczone oraz bezpiecznik chwytowy z tyłu rękojeści, który pozwala na oddanie strzału jedynie przy właściwym ułożeniu pistoletu w ręce.
Oprócz wersji kaliber 0,45 używanych w armii amerykańskiej, wyprodukowano również egzemplarze w brytyjskim kalibrze .455 Auto dla Wielkiej Brytanii i Kanady, oraz egzemplarze licencyjne w Norwegii i Argentynie.
Pistolet w czasie II wojny światowej był etatowym wyposażeniem oficerów i podoficerów Polskich Sił Zbrojnych na Zachodzie (m.in. żołnierzy 1 Samodzielnej Brygady Spadochronowej) oraz niektórych oddziałów partyzanckich działających na terenie okupowanej Polski. Ze względu w trudności w zaopatrzeniu w amunicję .45 ACP pistolety dla oddziałów partyzanckich były produkowane w wersji strzelającej używanym przez Niemców nabojem 9x19 Parabellum. Umożliwiało to używanie zdobycznej amunicji.
Pistolety bazujące na pierwotnej konstrukcji są nadal produkowane. Najczęściej spotykane modyfikacje to przekalibrowanie broni na słabszą amunicję oraz zmiana magazynków z jednorzędowych na dwurzędowe.